# Haplochernes boninensis
Espèce
Haplochernes boninensis est une espèce de pseudoscorpions de la famille des Chernetidae.

## Distribution
Cette espèce est endémique de l'archipel d'Ogasawara au Japon. Elle se rencontre sur Chichi-jima.

## Description
Le mâle holotype mesure 2,4 mm.

## Étymologie
Son nom d'espèce, composé de bonin et du suffixe latin -ensis, « qui vit dans, qui habite », lui a été donné en référence au lieu de sa découverte, les îles Bonin.

## Publication originale
- Beier, 1957 : Pseudoscorpionida. Insects of Micronesia, vol. 3, p. 1-64 (texte intégral).